# نیکلاسدورف
نیکلاسدورف (به آلمانی: Niklasdorf) یک منطقهٔ مسکونی در اتریش است که در لوبن واقع شده‌است. نیکلاسدورف ۱۵٫۱۷ کیلومتر مربع مساحت دارد ۵۲۱ متر بالاتر از سطح دریا واقع شده‌است.